# ثانوس السيموناتوي
ثانوس (الاسم العلمي: Thanos) هو جنسٌ من الديناصورات الأبيلوصوريَّة [الإنجليزية] قصيرة الخطم. عاشت في البرازيل خلال المرحلة السانتونية في أواخر العصر الطباشيري. يضمُ هذا الجنس نوعًا واحدًا فقط ويُعرف باسم ثانوس السيموناتوي (الاسم العلمي: Thanos simonattoi).
قدرَّ طول ثانوس بحوالي 5.5-6.5 متر (18.0-21.3 قدم).

## الاكتشاف والتسمية
وُثق هذا النوع في المؤلفات العلمية في عام 2014، حيث أنَّ سيرجيو لويس سيموناتو (بالإنجليزية: Sérgio Luis Simonatto)‏ مع فريقٍ من متحف الحفريات «البروفيسور أنطونيو سيلسو دي أرودا كامبوس» قد عثروا على الجزء الأمامي من محور ثيروبود بالقرب من ساو جوزية دو ريو بريتو. بعد عدة سنوات، اكتشف فابيانو فيدوي إيوري الجزء الخلفي من نفس الفقرة.
وُصفَّ وسميَّ النوع النمطي ثانوس السيموناتوي (الاسم العلمي: Thanos simonattoi) في عام 2018 عبر الإنترنت بواسطة رافائيل ديلكورت وفابيانو فيدوي إيوري. نُشرت النسخة المطبوعة في عام 2020. يشير الاسم العام إلى شخصية ثانوس من مارفل كومكس، التي اخترعها جيم ستارلين. اسم الشخصية مُشتق من الكلمة اليونانية "θάνατος" (ثاناتوس) والتي تعني «الموت». يُعد الاسم المحدد تكريمًا لسيرجيو لويس سيموناتو.

مقارنة مقاسات بين ثانوس من عالم مارفل وذكر الإنسان وديناصور ثانوس السيموناتوي